# Trinidad Stadium
Trinidad Stadium, officiellt Compleho Deportivo Guillermo Prospero Trinidad är en  multifunktionsarena belägen i huvudstaden Oranjestad i Aruba. Arenan invigdes 1994. Arenan har en kapacitet för 5 500 åskådare och är spelplats för det arubiska fotbollslaget SV Estrella.